# Cynthia Daniel
Cynthia Daniel född 17 mars 1976 i Gainesville, Florida, är en fd. amerikansk skådespelare. Hon är känd från TV-serien Tvillingarna på Sweet Valley High där hon spelade Elisabeth Wakefield i vilken även hennes tvillingsyster Brittany Daniel (spelandes Elisabeths tvillingsyster Jessica Wakefield) medverkade. 
Cynthia är nu fotograf. Hon är 5 minuter yngre än Brittany och hon har två barn, Ryland och Colt.

## Filmografi
| År        | Titel                             | Roll                      | Kommentarer                          |
| --------- | --------------------------------- | ------------------------- | ------------------------------------ |
| 1989      | The New Leave It to Beaver        | Zorigna #2                | Episod: "Man's Greatest Achivements" |
| 1994–1997 | Tvillingarna på Sweet Valley High | Elizabeth 'Liz' Wakefield | 58 episoder                          |
| 1995      | På driven i New York              | Winkie                    |                                      |
| 2002      | That '80s Show                    | Bianca                    | Episod: "Sophia's Depressed"         |